# Malawi na Letních olympijských hrách 2008
Malawi se zúčastnilo Letních olympijských her 2008 v Pekingu ve dvou sportech. Zastupovali ho čtyři sportovci, žádný z nich do finále nepostoupil.

## Atletika
- Chancy Master, Lucia Chandamale

## Plavání
- Charlton Nyirenda, Zarra Pinto